# Miguel Pardeza
Miguel Pardeza Pichardo (ur. 8 lutego 1965 roku w La Palma del Condado) - były hiszpański piłkarz, grający na pozycji napastnika. W latach 2009–2011 pełnił funkcję dyrektora sportowego w Realu Madryt. Obecnie, w zespole "Królewskich" zajmuje stanowisko dyrektora do spraw młodzieży.

## Kariera klubowa
Pardeza urodził się w rejonie miasta Huelva, jednak karierę piłkarską rozpoczął w Madrycie, w szkółce piłkarskiej Realu Madryt. W 1982 roku zaczął występować w rezerwach tego klubu, Realu Madryt Castilla w rozgrywkach Segunda División. 31 grudnia 1983 zadebiutował w pierwszej drużynie Realu w wygranym 1:0 ligowym meczu z Espanyolem Barcelona. W Primera División wystąpił tylko w trzech spotkaniach i miał niewielki udział wywalczeniu wicemistrzostwa kraju, a większą część sezonu spędził w zespole Castilla. Drużyna ta prowadzona przez trenera Amancio Amaro wywalczyła mistrzostwo drugiej ligi hiszpańskiej, ale nie wywalczyła awansu do pierwszej ligi. Pardeza należał wówczas do tzw. "La Quinta del Buitre" - czyli piątki wychowanków grających w Madrycie. Oprócz Miguela byli to Emilio Butragueño, Manuel Sanchís Hontiyuelo, Martín Vazquéz i Míchel.
W 1985 roku Pardeza nie mając miejsca w pierwszym składzie "Królewskich" został na rok wypożyczony do Realu Saragossa. Tam swój pierwszy mecz rozegrał 1 września przeciwko Hércules CF (1:0). Dla Saragossy strzelił 5 goli i zajął 4. miejsce w lidze, co spowodowało, że po sezonie wrócił na Estadio Santiago Bernabéu. Tam także zdobył 5 bramek i wywalczył mistrzostwo Hiszpanii. W 1987 roku znów odszedł do Realu Saragossa, tym razem na zasadzie transferu definitywnego. W Saragossie miał pewne miejsce w pierwszym składzie, a w sezonie 1993/1994 zajął 3. miejsce w Primera División i przyczynił się do wywalczenia pierwszego w karierze Pucharu Hiszpanii (rok wcześniej Real dotarł do finału i przegrał 0:2 z Realem Madryt). W sezonie 1994/1995 Pardeza z partnerami wystartował w Pucharze Zdobywców Pucharów. Dotarł do finału, a tam zespół z Aragonii pokonał 2:1 po dogrywce angielski Arsenal F.C. i zdobył swoje drugie w historii europejskie trofeum. W Saragossie, Miguel występował do końca sezonu 1996/1997. Latem wyjechał do meksykańskiego CF Puebla, w którym grał rok i w 1998 zakończył piłkarską karierę.
| Sezon   | Klub                 | Kraj      | Rozgrywki        | Mecze | Bramki |
| ------- | -------------------- | --------- | ---------------- | ----- | ------ |
| 1982/83 | Real Madryt Castilla | Hiszpania | Segunda División | ?     | ?      |
| 1983/84 | Real Madryt Castilla | Hiszpania | Segunda División | ?     | ?      |
| 1983/84 | Real Madryt          | Hiszpania | Primera División | 3     | 0      |
| 1984/85 | Real Madryt Castilla | Hiszpania | Segunda División | ?     | ?      |
| 1985/86 | Real Saragossa       | Hiszpania | Primera División | 26    | 5      |
| 1986/87 | Real Madryt          | Hiszpania | Primera División | 25    | 5      |
| 1987/88 | Real Saragossa       | Hiszpania | Primera División | 28    | 11     |
| 1988/89 | Real Saragossa       | Hiszpania | Primera División | 20    | 4      |
| 1989/90 | Real Saragossa       | Hiszpania | Primera División | 37    | 15     |
| 1990/91 | Real Saragossa       | Hiszpania | Primera División | 37    | 13     |
| 1991/92 | Real Saragossa       | Hiszpania | Primera División | 22    | 6      |
| 1992/93 | Real Saragossa       | Hiszpania | Primera División | 33    | 4      |
| 1993/94 | Real Saragossa       | Hiszpania | Primera División | 26    | 5      |
| 1994/95 | Real Saragossa       | Hiszpania | Primera División | 34    | 11     |
| 1995/96 | Real Saragossa       | Hiszpania | Primera División | 26    | 2      |
| 1996/97 | Real Saragossa       | Hiszpania | Primera División | 8     | 0      |
| 1997/98 | CF Puebla            | Meksyk    | Primera División | 35    | 6      |

## Kariera reprezentacyjna
W reprezentacji Hiszpanii Pardeza zadebiutował 11 października 1989 roku w zremisowanym 2:2 wyjazdowym meczu z Węgrami. W 1990 roku został powołany przez Luisa Suáreza do kadry na Mistrzostwa Świata we Włoszech. Tam wystąpił tylko przez dwie minuty spotkania z Belgią, wygranego przez Hiszpanów 2:1. Był to także jego ostatni występ w kadrze narodowej. Łącznie w reprezentacji wystąpił 5 razy.
| Mecze i gole w reprezentacji | Mecze i gole w reprezentacji | Mecze i gole w reprezentacji | Mecze i gole w reprezentacji | Mecze i gole w reprezentacji | Mecze i gole w reprezentacji | Mecze i gole w reprezentacji |
| #                            | Data                         | Stadion                      | Rywal                        | Wynik                        | Gol                          | Rozgrywki                    |
| 1989                         | 1989                         | 1989                         | 1989                         | 1989                         | 1989                         | 1989                         |
| ---------------------------- | ---------------------------- | ---------------------------- | ---------------------------- | ---------------------------- | ---------------------------- | ---------------------------- |
| 1.                           | 11.10.1989                   | Budapeszt, Węgry             | Węgry                        | 2:2                          | 0                            | el.MŚ 1990                   |
| 1990                         |                              |                              |                              |                              |                              |                              |
| 2.                           | 21.02.1990                   | Alicante, Hiszpania          | Czechosłowacja               | 1:0                          | 0                            | towarzyski                   |
| 3.                           | 28.03.1990                   | Malaga, Hiszpania            | Austria                      | 2:3                          | 0                            | towarzyski                   |
| 4.                           | 26.05.1990                   | Lublana, Jugosławia          | Jugosławia                   | 1:0                          | 0                            | towarzyski                   |
| 5.                           | 21.06.1990                   | Werona, Włochy               | Belgia                       | 2:1                          | 0                            | MŚ 1990                      |

## Wykształcenie
- Pardeza przez cztery lata studiował nauki prawne i filologię hiszpańską na Uniwersytecie w Saragossie (1994–1999) i obronił pracę magisterską na temat Cesara Gonzáleza Ruano.